# بيلي إليوت (فلم)
بيلي إليوت (بالإنجليزية: Billy Elliot) هو فيلم دراما راقص تم إنتاجه في المملكة المتحدة وصدر في سنة 2000. من إخراج ستيفن دالدري ومن بطولة جيمي بيل وغاري لويس. يتحدث الفيلم عن صبي يهوى رقص الباليه ويصبح راقص محترف.

## القصة
فيلم تدور احداثه في الثمانينات ويصور إضراب عمال المناجم في بريطانيا عندما قررت الحكومة البريطانية اغلاق المناجم وأحد هؤلاء العمال اب لولدين والولد الأصغر هو بيلي اليوت يكره رياضة الملاكمة ويفضل رقص الباليه عليها وبالطبع هذا امر مرفوض بالنسبة للصبيان لانه يعتبر شذوذ ولكن بيلي يصر على رايه ويمارس التدريب والرقص وفي نهاية الفيلم يصبح راقص باليه مشهور وثري ويقدم عروض في الباليه الملكي.

## الميزانية والإيرادات
بلغت تكلفة إنتاج الفيلم حوالي 5 ملايين دولار بينما حقق إيرادات تقدر بـ 111,099,009 دولار.

## وصلات خارجية
- بيلي إليوت على موقع IMDb (الإنجليزية)
- بيلي إليوت على موقع ميتاكريتيك (الإنجليزية)
- بيلي إليوت على موقع الموسوعة البريطانية (الإنجليزية)
- بيلي إليوت على موقع روتن توميتوز (الإنجليزية)
- بيلي إليوت على موقع نتفليكس (الإنجليزية)
- بيلي إليوت على موقع قاعدة بيانات الأفلام العربية
- بيلي إليوت على موقع ألو سيني (الفرنسية)
- بيلي إليوت على موقع Turner Classic Movies (الإنجليزية)
- بيلي إليوت على موقع أول موفي (الإنجليزية)
- بيلي إليوت على موقع بوكس أوفيس موجو (الإنجليزية)